# Адам Таубіц
Адам Таубіц (нім. Adam Taubitz, *7 жовтня 1967, Хожів, Верхня Сілезія, Польща) — німецький скрипаль, трубач, гітарист і композитор класичної музики і джазу. Відомий своєю роботою з Берлінською філармонічною джаз-групою, яку він створив у 1999 році, та роботою з квартетом Aura Quartett.

## Життєпис

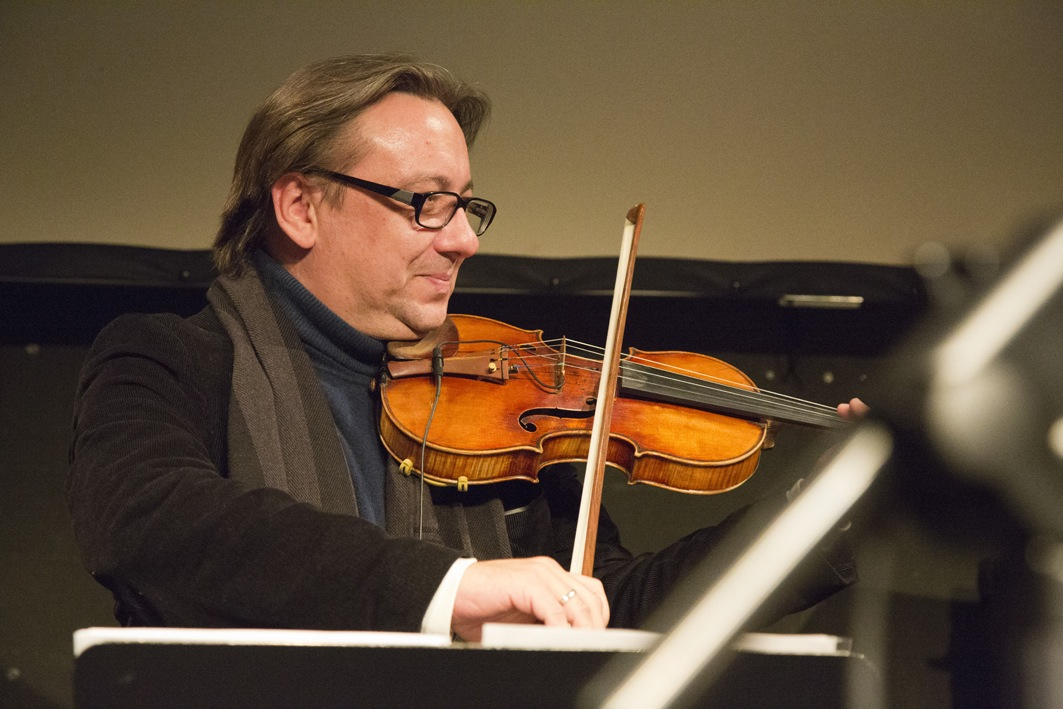
Адам Таубіц. 2012

Адам почав навчатися грати на скрипці у віці 5 років під керівництвом свого батька Еріка і уже в 11 років виступив як соліст у Сілезькій філармонії в Катовицях. Пізніше він продовжив своє навчання у Фрайбурзі в Західній Німеччині з Вольфгангом Маршнером.
Таубіц брав участь у багатьох конкурсах скрипалів, де був удостоєний почесних нагород: 
- Міжнародний конкурс скрипалів Тібора Варга (Сьйон, Швейцарія);
- Міжнародний конкурс скрипалів імені Паганіні (Генуя, Італія);
- Міжнародний конкурс скрипалів Людвіга Шпора (Фрайбург Німеччина).

У 1992 року він  став художнім керівником Камерного симфонічного оркестру в Базелі (Швейцарія), а в 1994-1996 роках засновником і керівником Камерата де Са Ностра в Пальма-де-Майорка.

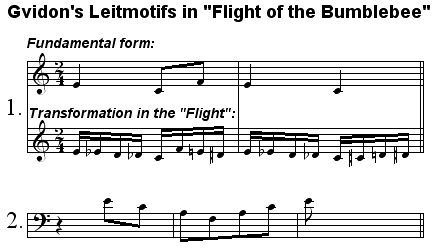
Ноти п'єси «Політ джмеля»

## Цікаво
4 червня 2013 року Адам Таубіц встановив рекорд світу за тривалістю виконання п’єси Миколи Римського-Корсакова «Політ джмеля» — 53 секунди. До нього рекорд належав німецькому скрипалеві Давидові Ґарету, який зіграв цю п’єсу 20 грудня 2008 року за 1 хвилину і 6,56 секунди.